# Lena Einhorn
Lena Einhorn (née en 1954) est une documentariste, écrivaine et médecin suédoise. 

## Biographie
Ses parents sont le politicien et radiothérapeute Jerzy Einhorn (en) (1925-2000), et Nina Einhorn (1925-2002). Son Frère, Stefan, né en 1955, est médecin et auteur. À l'Institut Karolinska de Stockholm, elle passe son doctorat, se spécialisant en virologie et en cancérologie. Elle travaille sur les tumeurs, et plus précisément sur leur développement lors du stade embryonnaire.
À partir de 1989, elle travaille chez Lifetime Television, à New York, d'abord comme rédactrice spécialisée dans le domaine médical, écrivant et produisant des documentaires sur le sujet. Ces programmes sont aussi réalisés pour d'autres chaines de télévision scientifiques. À partir de 1993, elle produit également des programmes pour Sveriges Television, une chaîne de télévision suédoise. Progressivement, elle réalise des documentaires fictionnels scénarisés.

## Littérature
La mère de Lena Einhorn était d'origine polonaise. Elle a raconté à sa fille son enfance en Pologne, l'invasion allemande en 1939, et sa fuite du Ghetto de Varsovie. C'est cette histoire qui est la base de son livre Ninas resa (Le voyage de Nina), avec lequel elle remporte le prix August en 2005. Elle aborde dans d'autres œuvres la question de la survie des juifs et des populations discriminées dans l'Europe nazie.
En 1997/98, elle tourne le film Stateless, arrogant and lunatic (Handelsresande i liv en Suédois). En 2011, elle publie un ouvrage sur l'actrice Siri von Essen.

## Récompenses
- 1998 - Prix Lidman (Sara Lidman-Priset)
- 1999 - Prix Europa[3]
- 2005 - Prix August

## Publications
- Handelsresande i liv: Om vilja och vankelmod i krigets skugga, Prisma, 1999,  (ISBN 91-7263-784-6).
- Ninas resa – En överlevnadsberättelse, Prisma, 2005,  (ISBN 91-518-4445-1).
- Vad hände på vägen till Damaskus? På spaning efter den verklige Jesus från Nasaret, Prisma, 2006,  (ISBN 91-518-4685-3).
- Siri, Norstedts, 2011,  (ISBN 978-91-1-303396-9).
- Blekingegatan 32, Norstedts, 2013,  (ISBN 978-91-1-305033-1).
- Madeleine F., Natur & Kultur, 2016,  (ISBN 978-91-27-14423-1).